# Лапифы
Лапи́фы (др.-греч. Λᾰπίθαι, букв. «хвастуны») — полумифическое-полуисторическое племя, многочисленные представители которого встречаются в разных мифах, а также в «Илиаде».
Лапифы жили в северной части Фессалии, а также на Пелионе, откуда были прогнаны кентавры, Оссе, Пинде (в ущелье которого наяда Креуса с богом реки Пенеем произвела на свет Гипсея, царя лапифов), в долине Пенея, окрестностях Олимпа и т. д. Вне Фессалии с именем лапифов связаны города и области: Олен, Элида (куда переселился Форбант (сын Лапифа)), Книд, Родос, Феней, Малея. Связь этого племени с географическими именами, а также широкое его распространение указывают на то, что лапифы были не просто великанами, произведёнными народной фантазией, но отчасти историческим племенем, игравшим значительную роль в росте ранней эллинской культуры. В историческое время Кипселиды в Коринфе и Пирифоиды в Аттике вели своё происхождение от эпонимов-родоначальников из лапифского племени.

## Происхождение лапифов и их правители
О происхождении лапифов и их царях повествует Диодор Сицилийский, пересказывая древние мифы: от Океана и Тефии родился Пеней, от Пенея и нимфы Креусы были рождены Гипсей и Стилба, а Стилба от Аполлона  родила Лапифа и Кентавра.
Лапиф поселился у реки в Фессалии, названной в честь Пенея, где стал царём и женился на Орсиноме, от которой у него было два сына — Форбант и Перифант, унаследовавшие власть в этих краях.
Вся совокупность народов, живших на подвластной им территории, стала называться лапифами.
Сын Лапифа Форбант перебрался в Олен, откуда его призвал на помощь опасавшийся могущества Пелопа царь Элеи Эпей, сын Эндимиона, внук Аэтлия,  который и передал ему царскую власть над Элидой. Эту власть над Элидой позднее унаследовали Эгей и Актор.
От Перифанта и Астиагийи дочери Гипсея родился Антион (старший из восьми сыновей). Антион женился на Перимеле.
От этого брака произошёл Иксион (который, совокупившись с облаком в образе Геры, породил человеко-природных кентавров).

### Цари лапифов
столицы Гиртон(а) и Ларис(с)а
- Гипсей, сын Пенея
- Лапиф, сын Аполлона
- Флегий, сын Ареса
- Иксион, сын Антиона или Флегия
- Пирифой, сын Иксиона, совместно с Элатом
- Кеней, сын Элата
- Корон, сын Кенея
- Полипет, сын Пирифоя, совместно с Леонтеем, сыном Корона

царство лапифов разрушено войсками Эгимия, царя дорийцев, и Гераклом

## Война лапифов с кентаврами
Согласно Диодору, война была спровоцирована тем, что кентавры, будучи родственниками Пирифоя, предъявили претензии на часть его владений, но Пирифой отказался с ними поделиться.
После этого конфликт был улажен, однако поведение пьяных кентавров на свадьбе Пирифоя и Гипподамии привело к возобновлению войны.
Лапифы и Тесей, присутствующий на свадьбе, убили большую часть кентавров, «а прочих изгнали из города».
Однако вскоре кентавры собрались с силами и напали на лапифов, разгромив их и вынудив бежать в Фолою (гора в Аркадии), а затем, когда кентавры захватили и её, лапифы были вынуждены бежать на полуостров Малею и обосноваться там.
Павел Орозий, со ссылкой на Палефата, отождествляет кентавров с фессалийцами, так же как и Палефат, не считая их кентаврами.
Палефат описывает конфликт, случившийся на свадьбе Пирифоя и Гипподамии между кентаврами и лапифами, следующим образом:

И вот, когда однажды лапифы позвали кентавров на пир, те, опьянев, хватают их жен, заставляют их сесть на коней и мчатся вместе с ними к себе домой. Затем кентавры, нападая на лапифов, стали вести с ними войну; спускаясь ночью в долину, они устраивали им засады; с наступлением дня, похитив, что можно, и предав огню остальное, кентавры убегали в горы. Когда они таким образом отступали, то смотревшим на них издали представлялось со спины, что это лошадь, за исключением головы, а остальным — что это люди, кроме ног. Видя эту необычную картину, люди говорили: «Нападают на нас кентавры из Тучи». От этого их вида и такой истории невероятным образом сочинили миф, что из тучи на горе родилось существо, в котором соединились конь и человек.— 

## Известные представители лапифов
Из отдельных лапифов особенно выдающуюся роль играют в мифологических сказаниях:
- Пирифой, на свадьбе которого кентавр Эвритион, опьяненный вином, задумал посягнуть на честь невесты, Гипподамии (происшедшая вследствие того битва прекрасно описана у Овидия («Метаморфозы», XII, 210 и сл.); греческие художники часто изображали её в своих произведениях, стараясь выразить этим идею победы греческой культуры над грубым варварством);
- Иксион, которого Зевс привязал в царстве Аида к колесу, обвитому змеями, за то, что он дерзнул распространить слух о связи своей с Герой;
- Кеней, участвовавший в калидонской охоте и походе аргонавтов;
- Лапиф, сын Аполлона и Стильбы (в ранних сказаниях его имя не упоминается, на основании чего можно заключить, что он был эпонимом позднейших мифов);
- Мопс, участвовавший в калидонской охоте и походе аргонавтов;
- Полипет, сын Пирифоя, который повёл лапифов под Трою.

## Лапифы в литературе
Что за огромные ясени мечет Моних по лапифам— Ювенал 